# Ulryk darłowski
Ulryk, zwany Rycerskim (ur. 12 sierpnia 1589 w Bardo, zm. 31 października 1622 w Przybiernowie) – od 1618 książę na Szczecinku, od 1621 książę na Darłowie i Bukowie. Biskup kamieński od 1618, syn Bogusława XIII z dynastii Gryfitów.

## Życiorys
Był dziesiątym dzieckiem, a zarazem szóstym, najmłodszym synem ówczesnego księcia na Bardzie i Nowopolu (Neuencamp), Bogusława XIII i jego pierwszej żony Klary, księżniczki brunszwickiej. Po jednym ze swoich braci – Franciszku został 26 czerwca 1618 biskupem kamieńskim i księciem szczecineckim. Trzy lata później, w 1621, otrzymał jeszcze od jedynego już wówczas żyjącego brata – Bogusława XIV Darłowo i Bukowo. Żoną jego była księżniczka brunszwicka Jadwiga, poślubiona 7 lutego 1619 w Wolfenbüttel.
Jesienią 1622 zachorował ciężko podczas pobytu w Szczecinie, ale mimo złego stanu zdrowia zdecydował się na powrót do Darłowa. Po drodze jego stan nagle się pogorszył i podróż przerwana została w Przybiernowie, gdzie książę zmarł. Zwłoki księcia spoczęły 8 stycznia 1623 w krypcie kościoła pod wezwaniem św. Ottona w Szczecinie. Jego władztwo, jak i tytuł biskupa kamieńskiego odziedziczył Bogusław XIV.
Nagła choroba i śmierć Ulryka przesądziła o wygaśnięciu dynastii Gryfitów, gdyż tylko z jego małżeństwa można jeszcze było mieć nadzieję na potomstwo: dwaj pozostali przy życiu książęta, Bogusław XIV szczeciński i Filip Juliusz wołogoski od wielu lat pozostawali w bezpotomnych związkach małżeńskich.

## Genealogia
| Filip I wołogoski ur. 14/15 VII 1515 zm. 14 II 1560 | Filip I wołogoski ur. 14/15 VII 1515 zm. 14 II 1560 |                                              |                                              | Maria saska ur. 15 XII 1516 zm. w okr. 5–7 I 1583 | Maria saska ur. 15 XII 1516 zm. w okr. 5–7 I 1583 |  |  | Franciszek ur. ? zm. ? | Franciszek ur. ? zm. ? |                                  |                                  | Klara ur. ? zm. ? | Klara ur. ? zm. ? |
|                                                     |                                                     |                                              |                                              |                                                   |                                                   |  |  |                        |                        |                                  |                                  |                   |                   |
|                                                     |                                                     |                                              |                                              |                                                   |                                                   |  |  |                        |                        |                                  |                                  |                   |                   |
|                                                     |                                                     | Bogusław XIII ur. 9 VIII 1544 zm. 7 III 1606 | Bogusław XIII ur. 9 VIII 1544 zm. 7 III 1606 |                                                   |                                                   |  |  |                        |                        | Klara ur. 1 I 1550 zm. 26 I 1598 | Klara ur. 1 I 1550 zm. 26 I 1598 |                   |                   |
|                                                     |                                                     |                                              |                                              |                                                   |                                                   |  |  |                        |                        |                                  |                                  |                   |                   |
|                                                     |                                                     |                                              |                                              |                                                   |                                                   |  |  |                        |                        |                                  |                                  |                   |                   |
|                                                     |                                                     |                                              |                                              |                                                   |                                                   |  |  |                        |                        |                                  |                                  |                   |                   |

|  |  |  |  | Ulryk darłowski (ur. 12 VIII 1589, zm. 31 X 1622) |

### Źródła
- Scholastke A., Ulrich I. (w:) U. Behr Negendank-Semlow, J. von Bohlen-Bohlendorf (pod red.), Die Personalien und Leichen-Processionen der Herzoge von Pommern und ihrer Angehörigen aus den Jahren 1560 bis 1663, Halle 1869 (edycja on-line).

### Opracowania
- Kazimierz Kozłowski, Jerzy Podralski, Gryfici. Książęta Pomorza Zachodniego, Szczecin: Krajowa Agencja Wydawnicza, 1985, ISBN 83-03-00530-8, OCLC 189424372. Brak numerów stron w książce
- Edward Rymar, Rodowód książąt pomorskich, Szczecin: Książnica Pomorska im. Stanisława Staszica, 2005, ISBN 83-87879-50-9, OCLC 69296056. Brak numerów stron w książce

### Literatura dodatkowa (online)
- Madsen U., Ulrich "Der Schütz". Herzog von Pommern-Stettin (niem.), [dostęp 2012-05-07].